# Molukse struikkoekoek
De Molukse struikkoekoek (Cacomantis aeruginosus) is een vogel uit de familie Cuculidae (koekoeken).

## Verspreiding en leefgebied
Deze soort is endemisch op de Molukken, een eilandengroep in het oosten van de Indische Archipel, gelegen tussen Sulawesi, de Filipijnen, Nieuw-Guinea en Timor.